# Llac de Sant Ferriòl
El Llac de Sant Ferriòl és un llac artificial francès de la Muntanya Negra alimentat pel Rec de la Muntanya que rep les aigües del riu Laudot i del Sor gràcies a un túnel de 122 m de llarg, la "Percée des Cammazes" situat als departaments de l'Alta Garona i del Tarn a la regió Occitània i l'Aude a la regió d'Occitània.

## Geografia
El llac es troba als peus de la Muntanya Negra, en part a Sant Ferriòl, municipi de Revel, a l'Alta Garona una altra part es troba al municipi de Sorèze, del departament del Tarn i encara una darrera part al municipi de les Brunels de l'Aude. Una presa a la vall del Vaundreuille sobre un espadat rocós permet retenir l'aigua del llac.

## Història
Aquesta presa fou construïda per Pierre-Paul Riquet entre 1667 i 1672 per crear una reserva d'aigua de 67 ha i una capacitat de 6 milions de m³ per tal d'alimentar el Canal del Migdia a través del Rec de la Plana, nom donat a una part del canal que mena l'aigua fins al Pas de Naurosa.
Al segle xix es va refer la presa amb comportes de bronze. Permeten controlar la sortida d'aigua i augmentar la capacitat.
El 1900 després de la compra de l'estat del canal moltes terres van ser venudes, com els 200 ha dels voltants del llac. Una societat immobiliària de la Muntanya Negra volia construir-hi un centre d'esbarjo amb un hotel i casino. Però el projecte no va quallar i es va fer un centre d'esbarjo més petit amb pistes de tennis, voleibol i natació.

## Descripció
Hi ha tres preses, un primer de 29,25 m d'alçada i 3,90 d'amplada, després un altre de 871 de llargada per 35 m d'alçada i 10 d'amplada, finalment el tercer fa 29,25 m d'alt i 2,80 d'amplada. Són construïts tots amb pedres tallades de granit. Entre cada mur hi ha un espai de 60 m de llargada que s'omple amb roques i argila. Per altra banda hi ha quatre ulls que permeten veure les comportes i les aixetes de sortida.